# 詹姆斯·麥卡菲
詹姆斯·麥卡菲（英語：James McCaffrey，1958年—2023年12月17日） 是一位北愛爾蘭裔的美國演員。他在《英雄本色》系列遊戲中擔任Max Payne角色的配音。他也出演過幾部電視劇和電影。